# Erich Hackl

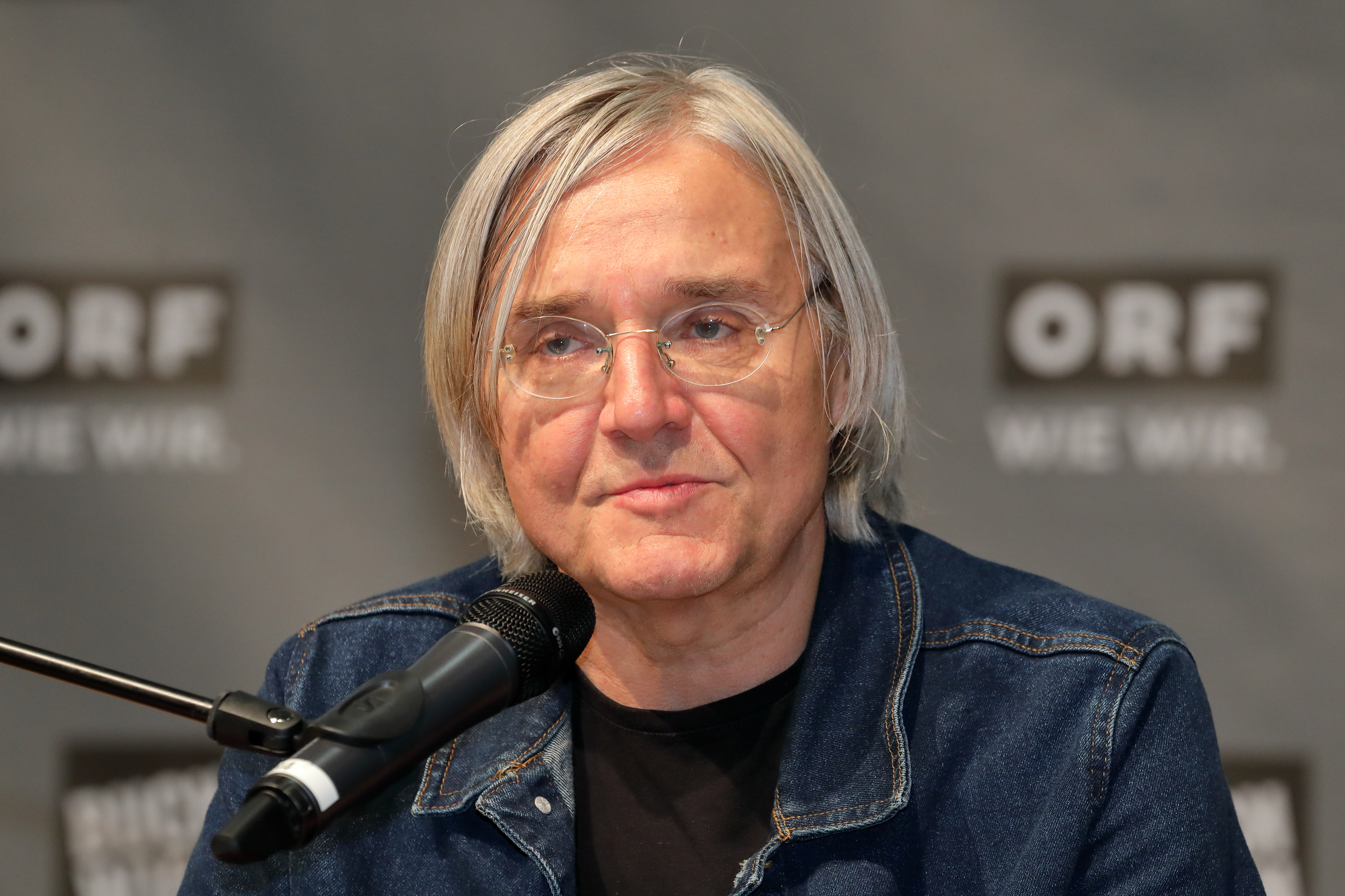
Erich Hackl (2018)

Erich Hackl (* 26. Mai 1954 in Steyr, Oberösterreich) ist ein österreichischer Schriftsteller und literarischer Übersetzer.

## Leben
Erich Hackl verbrachte seine Jugend in Steyr. Er besuchte dort das Gymnasium und studierte anschließend Germanistik und Hispanistik an den Universitäten in Salzburg, Salamanca und Málaga. Ab 1977 war er Lektor für deutsche Sprache und österreichische Literatur an der Universität Complutense Madrid. Von 1979 bis 1983 unterrichtete er als Lehrer für Deutsch und Spanisch in Wien, von 1981 bis 1990 am Institut für Romanistik der Universität Wien. Seit 1983 ist er freier Schriftsteller. Zahlreiche Reisen führten ihn in verschiedene Länder Lateinamerikas.
Erich Hackl ist Mitglied der Deutschen Akademie für Sprache und Dichtung in Darmstadt.

## Auszeichnungen und Ehrungen
- 1987: Aspekte-Literaturpreis
- 1991: Evangelischer Buchpreis für Abschied von Sidonie
- 1991: Österreichischer Förderungspreis für Literatur
- 1994: Kulturpreis des Landes Oberösterreich
- 1995: Gerrit-Engelke-Preis
- 1996: Bruno-Kreisky-Preis für das politische Buch (Hauptpreis) für In fester Umarmung[1]
- 1997: Premio Bartolomé Hidalgo
- 2002: Solothurner Literaturpreis[2]
- 2002: Literaturpreis der Stadt Wien
- 2004: Ehrenpreis des österreichischen Buchhandels für Toleranz in Denken und Handeln
- 2006: Brüder-Grimm-Professur
- 2007: Donauland Sachbuchpreis
- 2010: Ehrendoktorat der Paris-Lodron-Universität Salzburg[3]
- 2013: Großer Kulturpreis des Landes Oberösterreich (Adalbert-Stifter-Preis)
- 2014: Willy und Helga Verkauf-Verlon Preis
- 2014: Österreichischer Staatspreis für literarische Übersetzung
- 2015: Ehrenring der Stadt Steyr[4]
- 2015: Anton-Wildgans-Preis[5]
- 2017: Menschenrechtspreis des Landes Oberösterreich
- 2017: Rosa-Jochmann-Plakette
- 2020: Theodor-Kramer-Preis[6]

## Werke

### Autorschaft
- Auroras Anlaß. Erzählung. Diogenes Verlag, Zürich 1987, ISBN 3-257-22915-1.
- Abschied von Sidonie. Erzählung, Diogenes, Zürich 1989, ISBN 3-257-01824-X, als Taschenbuch 1991, ISBN 3-257-22428-1.
- König Wamba. Ein Märchen. Diogenes, Zürich 1991.
- Sara und Simón. Eine endlose Geschichte. Diogenes, Zürich 1995.
- In fester Umarmung. Geschichten und Berichte. Diogenes, Zürich 1996.
- Entwurf einer Liebe auf den ersten Blick. Diogenes, Zürich 1999.
- Abschied von Sidonie: Materialien zu einem Buch und seiner Geschichte. Hrsg. Ursula Baumhauer. Diogenes, Zürich 2000.
- Der Träumer Krivanek. Eine Geschichte zu Bildern von Trude Engelsberger. Galerie Seywald, Salzburg 2000.
- Die Hochzeit von Auschwitz. Eine Begebenheit. Diogenes, Zürich 2002.
- Anprobieren eines Vaters. Geschichten und Erwägungen. Diogenes, Zürich 2004.
- Als ob ein Engel. Erzählung nach dem Leben. Diogenes, Zürich 2007.
- Familie Salzmann. Erzählung aus unserer Mitte. Diogenes, Zürich 2010, ISBN 978-3-257-06758-3.[7]
- Mit Libertad Hackl: Der Heimwehträger. Neunzig Minuten mit Fritz Kalmar. Filmdokumentation. Literaturhaus Wien, Wien 2012, ISBN 978-3-900467-81-4.
- Dieses Buch gehört meiner Mutter. Diogenes, Zürich 2013, ISBN 978-3-257-06866-5.
- Drei tränenlose Geschichten. Diogenes, Zürich 2014, ISBN 978-3-257-06884-9. (Familie Klagsbrunn (2013) / Der Fotograf von Auschwitz (um Wilhelm Brasse; Erstpublikation 2007) / Tschofenigweg. Legende dazu. (um Gisela Tschofenig; Erstpublikation 2009).)
- Literatur und Gewissen. innsbruck university press, Innsbruck 2016, ISBN 978-3-903122-07-9. (= Innsbrucker Poetik-Vorlesungen, Band 1.)[8]
- Am Seil. Eine Heldengeschichte, Diogenes, Zürich 2018, ISBN 978-3-257-07032-3[9]
- Im Leben mehr Glück. Reden und Schriften, Diogenes, Zürich 2019, ISBN 978-3-257-07057-6.
- Rudolf Schönwald: Die Welt war ein Irrenhaus. Meine Lebensgeschichte. Nacherzählt von Erich Hackl, Zsolnay, Wien 2022, ISBN 978-3-552-07255-8.

### Hörspiele
- 1975: Emanzipation und Sowas – Regie: Ferry Bauer (Hörspiel – ORF Oberösterreich)
- 1982: Tode – Regie: Klaus Mehrländer (Hörspiel – WDR)
- 1983: Durch die Wüste – Regie: Helmuth Froschauer (Hörspiel – ORF Wien)
- 1985: Über Leichen – Regie: Hans Rochelt (Hörspiel – ORF Wien)
- 1986: Tod einer Wunschmaschine – Regie: Hans Gerd Krogmann (Hörspiel – WDR/ORF Wien)
- 1987: Kinderexil. Vorlage: Erzählung von Mario Monteforte Toledo – Bearbeitung und Regie: Götz Fritsch (Hörspielbearbeitung – ORF Wien)
- 1993: König Wamba – Regie: Hans Gerd Krogmann (Hörspielbearbeitung – SWF)
- 2000: Anprobieren eines Vaters – Regie: Ulrich Lampen (Original-Hörspiel – SWR/ORF)
- 2010: Die Beatles in El Vesubio – Regie: Judith Lorentz (Originalhörspiel – SWR)

### Hörspielbearbeitungen
- 1983: Álvaro Cepeda Samudio: Der Streik – Regie: Walter Adler (Hörspielbearbeitung – WDR)
- 1984: Álvaro Cepeda Samudio: Spaten und Gewehre (auch Übersetzung) – Regie: Peter Groeger (Hörspielbearbeitung – Rundfunk der DDR)
- 1997: Mauricio Rosencof: Die Briefe, die nie angekommen sind (auch Übersetzung) – Regie: Götz Fritsch (Hörspielbearbeitung – ORF)

Quellen für alle Hörspiele: ARD-Hörspieldatenbank für die deutschen und Ö1-Hörspieldatenbank für die österreichischen Produktionen

### Herausgeberschaft
- Mit Willy Puchner: Das Herz des Himmels. Vom Leiden der Indios in Guatemala. Herder Verlag, Wien 1985.
- Hier ist niemand gestorben. Nachgelassene Gedichte aus Lateinamerika. Schwiftinger Galerieverlag, Schwifting 1985.
- Mit Cristina Timón Solinís: Geschichten aus der Geschichte des Spanischen Bürgerkriegs. Luchterhand Verlag, Darmstadt [u. a.] 1986.
- Wien, Wien allein. Literarische Nahaufnahmen. Luchterhand, Darmstadt [u. a.] 1987.
- Mit Willy Puchner: Zugvögel seit jeher. Freude und Not spanischer Zigeuner. Herder, Wien 1987.
- Mit Manuel Lara García: Spanien im Schatten der Sonne. Eine literarische Reise in 26 Etappen. Luchterhand, Frankfurt am Main 1989.
- Henriette Haill: Straßenballade. Buchwerkstatt Thanhäuser, Ottensheim/Donau 1996.
- Alfredo Bauer: Hexenprozeß in Tucumán und andere Chroniken aus der neuen Welt. Döcker Verlag, Wien 1996.
- Mit Hans Landauer: Album Gurs. Ein Fundstück aus dem Widerstand. Deuticke Verlag, Wien [u. a.] 2000.
- Mit Hans Landauer: Lexikon der österreichischen Spanienkämpfer 1936–1939. Theodor Kramer Gesellschaft, Wien 2003. Verbesserte und vermehrte Neuauflage 2008.
- Mit Till Mairhofer: Das Y im Namen dieser Stadt. Ein Steyr Lesebuch. Ennsthaler Verlag, Steyr 2005.
- Mit Máximo Eseverri und Laura Malena Kornfeld: Traspasar la tierra de nadie. Desaparecidos austríacos o hijos de austríacos en la memoria de sus familiares y amigos. Buenos Aires 2013, ISBN 978-987-28921-9-7.
- Mit Evelyne Polt-Heinzl: Im Kältefieber. Februargeschichten 1934. Picus Verlag, Wien 2014, ISBN 978-3-7117-2009-2.
- So weit uns Spaniens Hoffnung trug. Erzählungen und Berichte aus dem Spanischen Bürgerkrieg. Rotpunktverlag, Zürich 2016, ISBN 978-3-85869-686-1.
- Diego Viga: Die Unpolitischen. Roman. Edition Atelier, Wien 2022. ISBN 978-3-99065-083-7.

### Übersetzungen
- Humberto Ak’abal: Das Weinen des Jaguars. 77 Gedichte und ein Bericht. Buchwerkstatt Thanhäuser, Ottensheim 2005
- Humberto Ak'abal: Geistertanz. Gedichte. Waldgut Verlag, Frauenfeld 2014, ISBN 978-3-03740-247-4
- Humberto Ak'abal: Trommel aus Stein. Gedichte. Unionsverlag, Zürich 1998
- Memo Ánjel: Das meschuggene Jahr. Roman. Rotpunktverlag, Zürich 2005 (zusammen mit Peter Schultze-Kraft)
- Alfons Cervera: Die Farben der Angst. Roman. Bahoe Books, Wien 2020
- Roque Dalton: ¡Fusilemos la noche! Erschießen wir die Nacht! Gedichte. Edition Meerauge, Klagenfurt 2015 (zusammen mit Tina Leisch)
- Luis Fayad: Auskunft über Esters Verwandte. Roman. Lamuv Verlag, Bornheim-Merten 1987 (zusammen mit Peter Schultze-Kraft)
- Eduardo Galeano: Das Buch der Umarmungen. Peter Hammer Verlag, Wuppertal 1991
- Eduardo Galeano: Die Welt. Peter Hammer, Wuppertal 2007
- Carilda Oliver Labra: Um sieben in meiner Brust. Gedichte. Distel Literaturverlag, Heilbronn 2001 (zusammen mit Dorothee Engels)
- Eduardo Pogoriles: Mandls falsche Memoiren. Eine Schurkengeschichte. Marsyas Verlag, Wien 2023
- Rodrigo Rey Rosa: Die Henker des Friedens. Roman. Rotpunktverlag, Zürich 2001
- Rodrigo Rey Rosa: Die verlorene Rache. Roman. Rotpunktverlag, Zürich 2000
- Ana María Rodas: Gedichte der erotischen Linken. Otto Müller Verlag, Salzburg [u. a.] 1995 (zusammen mit Peter Schultze-Kraft)
- Mauricio Rosencof: Die Briefe, die nie angekommen sind. Residenz Verlag, Salzburg [u. a.] 1997
- Juan José Saer: Die Gelegenheit. Roman. Piper Verlag, München [u. a.] 1992 / Wagenbach, Berlin 2010.
- Idea Vilariño: An Liebe. Gedichte. Otto Müller, Salzburg [u. a.] 1994 (zusammen mit Peter Schultze-Kraft). Erweiterte Neuausgabe: Bibliothek Suhrkamp, Frankfurt/Main 2005[10]
- Rodolfo Walsh: Das Massaker von San Martín. Rotpunktverlag, Zürich 2010